# Liste von Kunstwerken im öffentlichen Raum in Lugano
Dies ist eine Liste von Kunstwerken im öffentlichen Raum in Lugano. Sie enthält öffentlich zugängliche Objekte in Lugano (Kanton Tessin, Schweiz).
| Foto                         |                 | Objekt                                                    |  | Typ                |  |         | Teil von                 | Standort                             | Künstler                            | Datierung | Beschreibung                             |
| ---------------------------- | --------------- | --------------------------------------------------------- |  | ------------------ |  | ------- | ------------------------ | ------------------------------------ | ----------------------------------- | --------- | ---------------------------------------- |
| Fontana Antonio Bossi        | Datei hochladen | Fontana Antonio Bossi                                     |  | Brunnen            |  | Brunnen | Piazza Riziero Rezzonico | Piazza Riziero Rezzonico ·           | Luigi Vassalli, Otto Maraini        | 1895      | Benannt nach Antonio Bossi (1829-1893)   |
| Fontana Moccetti             | Datei hochladen | Fontana Moccetti • Fontana in Piazza Manzoni              |  | Brunnen            |  | Brunnen | Piazza Manzoni           | Piazza Manzoni ·                     |                                     | 1895      |                                          |
| Unabhängigkeitsdenkmal       | Datei hochladen | Unabhängigkeitsdenkmal                                    |  | Obelisk, Denkmal   |  | Denkmal | Piazza dell'Indipendenza | Piazza dell'Indipendenza ·           |                                     | 1898      |                                          |
| Der sterbende Sokrates       | Datei hochladen | Der sterbende Sokrates • Socrate Morente                  |  | Statue             |  |         | Parco Ciani              | ·                                    | Mark Antokolski                     | 1876      | Errichtet 1917. Kopie                    |
| Desolazione                  | Datei hochladen | Desolazione                                               |  |                    |  |         | Parco Ciani              | Viale Carlo Cattaneo ·               | Vincenzo Vela                       | 1850      | Kopie                                    |
| Il risveglio                 | Datei hochladen | Il risveglio                                              |  | Statue Bronze      |  |         | Parco Belvedere          | Riva Vincenzo Vela ·                 | Mario Bernasconi                    | 1954      |                                          |
| Big Data                     | Datei hochladen | Big Data                                                  |  |                    |  |         | Parco Ciani              | Koordinaten fehlen! Hilf mit.        | Helidon Xhixha                      | 2018      |                                          |
| Triade                       | Datei hochladen | Triade                                                    |  | Säulengruppe       |  |         | Parco Ciani              | Koordinaten fehlen! Hilf mit.        | Arnaldo Pomodoro                    | 1979      | 3 Säulen Grösse: 15 m                    |
| Cat 68                       | Datei hochladen | Cat 68                                                    |  | Granit             |  |         | Parco Belvedere          | Riva Vincenzo Vela ·                 | Peter Travaglini                    | 1963      |                                          |
| Forme del mito               | Datei hochladen | Forme del mito                                            |  |                    |  |         |                          | Piazza della Riforma                 | Arnaldo Pomodoro                    | 1983      |                                          |
|                              | Datei hochladen | Vorlage:WLPA-CH-Zeile name= ist Pflichtparameter          |  | Statuengruppe      |  |         |                          | Via Giuseppe Motta/Via San Lorenzo · | Ivo Soldini                         |           |                                          |
| Minerva                      | Datei hochladen | Minerva                                                   |  | Statue Aluminium   |  |         | Kantonsbibliothek Lugano | Viale Carlo Cattaneo 6 ·             | Remo Rossi                          | 1941      |                                          |
| BW                           | Datei hochladen | Telldenkmal                                               |  | Denkmal            |  | Denkmal |                          | Riva Giocondo Albertolli ·           | Vincenzo Vela                       | 1856      |                                          |
| BW                           | Datei hochladen | Cavallo                                                   |  | Skulptur           |  |         | Parco Belvedere          | Riva Vincenzo Vela ·                 | Nag Arnoldi                         |           |                                          |
| BW                           | Datei hochladen | Pavone                                                    |  | Skulptur           |  |         | Parco Belvedere          | Riva Vincenzo Vela ·                 | Remo Rossi                          |           |                                          |
| BW                           | Datei hochladen | Life                                                      |  | Skulptur Aluminium |  |         | Parco Belvedere          | Riva Vincenzo Vela ·                 | Rotraut                             | 1991      | Grösse: 368 cm × 241 cm × 42 cm          |
| BW                           | Datei hochladen | Halbe Kugel um zwei Achsen • Semisfera attorno a due assi |  | Granit             |  |         | Parco Belvedere          | Riva Antonio Caccia ·                | Max Bill                            | 1965      |                                          |
| Rinoceronte                  | Datei hochladen | Rinoceronte                                               |  |                    |  |         | Parco Belvedere          | Riva Antonio Caccia ·                | Peter Travaglini                    | 1977      |                                          |
| BW                           | Datei hochladen | Composizione                                              |  |                    |  |         | Parco Belvedere          | Riva Vincenzo Vela ·                 | Bruno Morenzoni                     | 1983      |                                          |
| Attorcitura                  | Datei hochladen | Attorcitura                                               |  | Statue Bronze      |  |         | Parco Ciani              | Riva Vincenzo Vela ·                 | Selim Abdullah                      | 2015      |                                          |
|                              | Datei hochladen | Vorlage:WLPA-CH-Zeile name= ist Pflichtparameter          |  |                    |  |         | Piazza dell'Indipendenza | Piazza dell'Indipendenza             |                                     |           |                                          |
|                              | Datei hochladen | Neuralrope#1 "Inside an Artificial Brain”                 |  | Installation       |  |         |                          | Koordinaten fehlen! Hilf mit.        | Alex Dorici, Luca Maria Gambardella |           |                                          |
| Denkmal für Paride Pelli     | Datei hochladen | Denkmal für Paride Pelli                                  |  | Büste, Denkmal     |  | Denkmal |                          | Piazzale Paride Pelli                |                                     |           | Denkmal für Paride Pelli (1910 -1968)    |
| Büste von George Washington  | Datei hochladen | Büste von George Washington                               |  | Büste, Denkmal     |  | Denkmal | Washingtontempel         | Riva Antonio Caccia ·                | Angelo Bruneri                      |           |                                          |
| Denkmal für Carlo Battaglini | Datei hochladen | Denkmal für Carlo Battaglini                              |  | Büste, Denkmal     |  | Denkmal | Piazza Carlo Battaglini  | Piazza Carlo Battaglini ·            | Luigi Vassalli                      |           | Denkmal für Carlo Battaglini (1812-1888) |
| Büste von Vincenzo Vela      | Datei hochladen | Büste von Vincenzo Vela                                   |  | Büste              |  |         |                          | Koordinaten fehlen! Hilf mit.        | Apollonio Pessina                   |           |                                          |
| Eros Bendato                 | Datei hochladen | Eros Bendato                                              |  | Skulptur           |  |         | Piazza dell'Indipendenza | Piazza dell'Indipendenza ·           | Igor Mitoraj                        | 1999      |                                          |
| I due guardiani              | Datei hochladen | I due guardiani                                           |  | Holz               |  |         | Parco Ciani              | Viale Carlo Cattaneo                 | Ugo Giacometti                      | 2002      | Entfernt 2017                            |